# 发展纲领党 (蒙古国)
发展纲领党是蒙古国的一个政党。

## 简介
该党成立于2007年10月28日。主席为Н.宗那苏图（N. Zuunnast）。在2012年国家大呼拉尔选举中，共有11个政党和2个政党联盟参选。最终有3个政党和1个政党联盟获得国家大呼拉尔席位。该党也是参选的政党之一，但未获得席位。